# Масса (коммуна)
Масса́ (фр. Massat) — коммуна во Франции, находится в регионе Юг — Пиренеи. Департамент коммуны — Арьеж. Административный центр кантона Масса. Округ коммуны — Сен-Жирон.
Код INSEE коммуны — 09182.

## Население
Население коммуны на 2008 год составляло 710 человек.
| 1962 | 1968 | 1975 | 1982 | 1990 | 1999 | 2008 |
| ---- | ---- | ---- | ---- | ---- | ---- | ---- |
| 643  | 746  | 711  | 598  | 624  | 685  | 710  |

## Экономика
В 2007 году среди 414 человек в трудоспособном возрасте (от 15 до 64 лет) 270 были экономически активными, 144 — неактивными (показатель активности — 65,2 %, в 1999 году было 67,9 %). Из 270 активных работали 216 человек (115 мужчин и 101 женщина), безработных было 54 (29 мужчин и 25 женщин). Среди 144 неактивных 30 человек были учениками или студентами, 47 — пенсионерами, 67 были неактивными по другим причинам.

## Фотогалерея

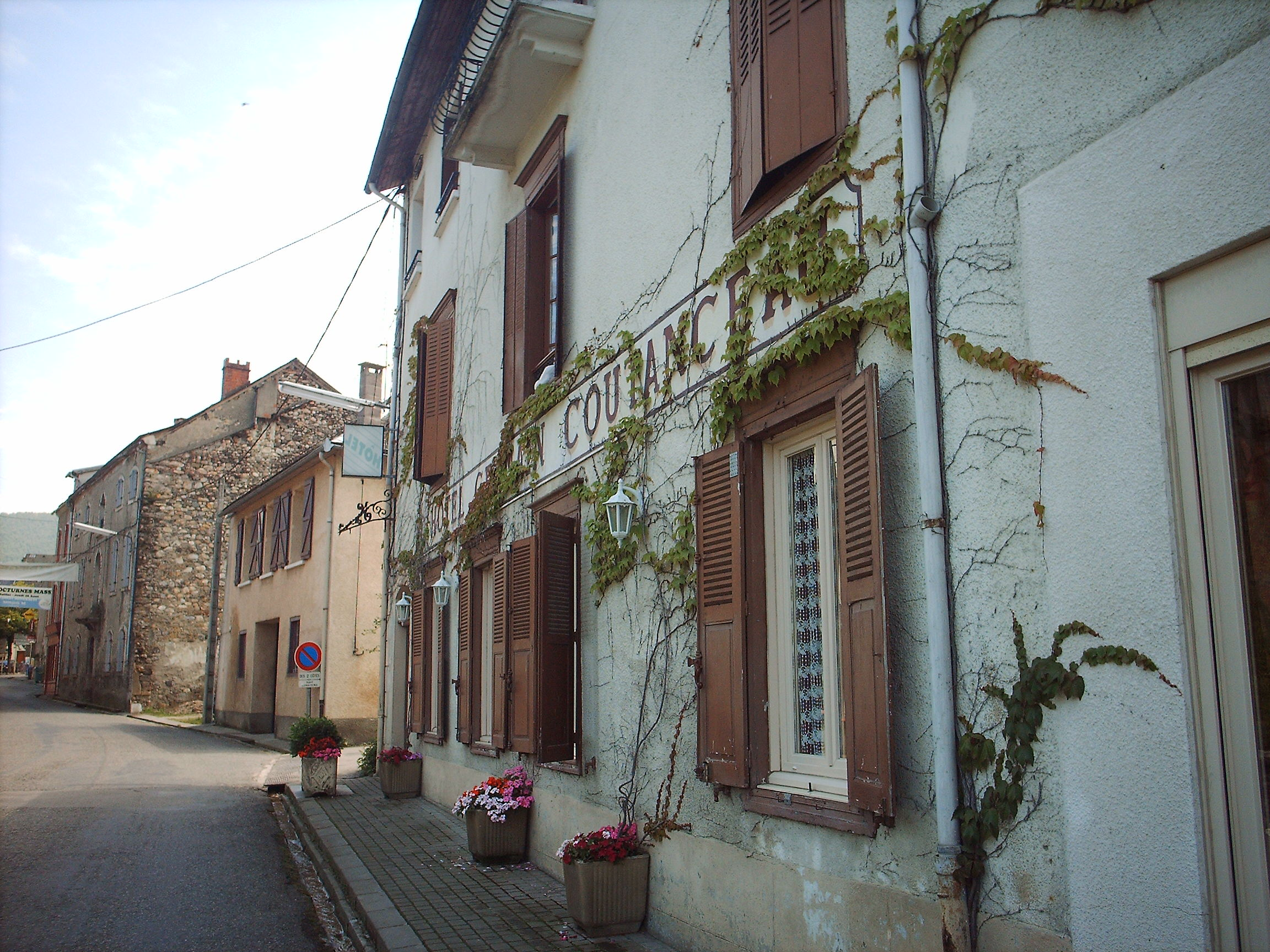
Улица
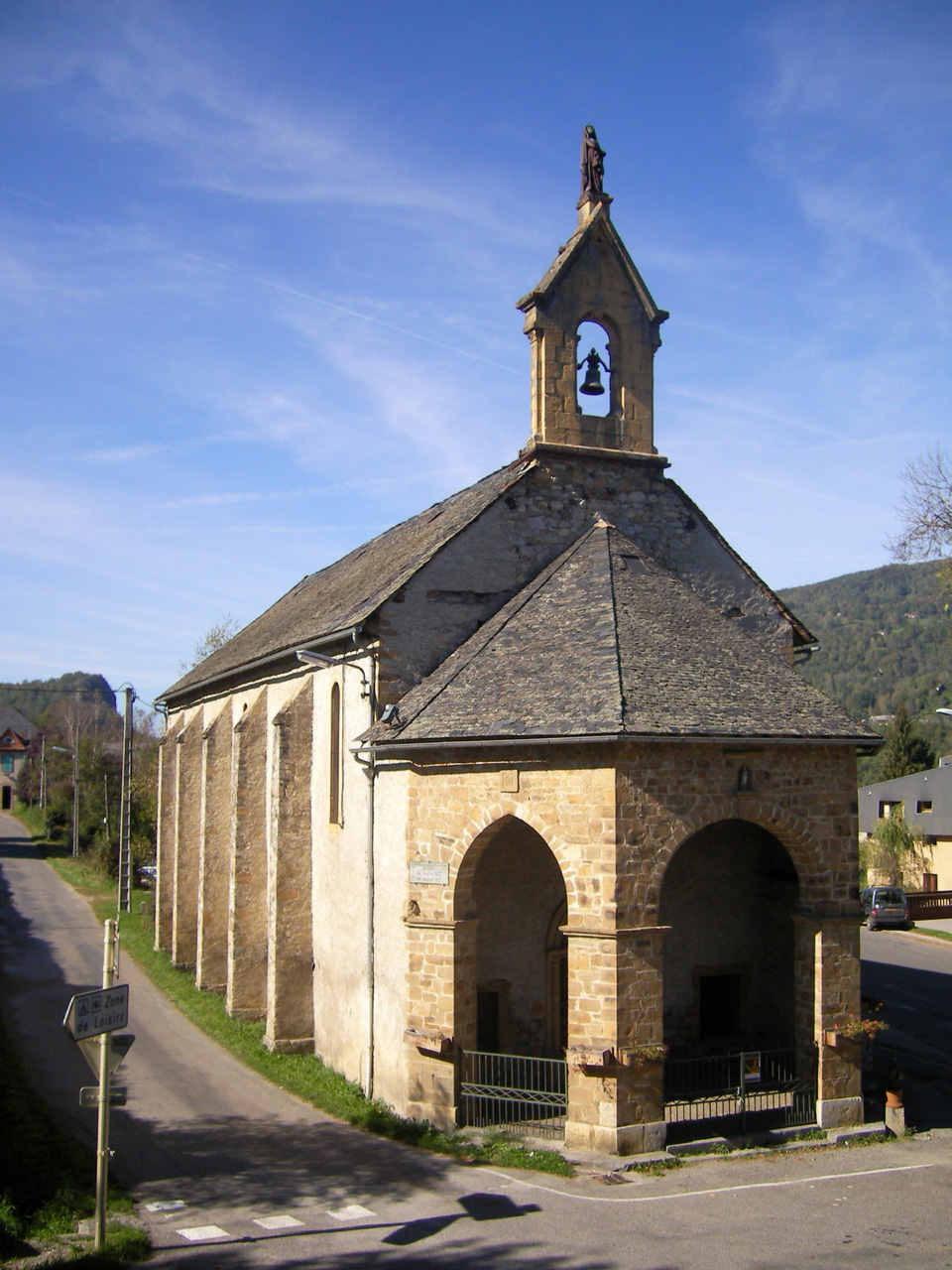
Часовня Аве Мария